# Lista do patrimônio histórico no Distrito Federal
Essa é uma sublista da lista do patrimônio histórico no Brasil para o Distrito Federal.
| Região administrativa | Monumento ou obra                              | Esfera do tombamento | Uso atual | Ano do tombamento |
| --------------------- | ---------------------------------------------- | -------------------- | --------- | ----------------- |
| Brasília              | Conjunto urbanístico de Brasília               | Federal              | —         | 1990              |
| Brasília              | Catedral Metropolitana Nossa Senhora Aparecida | Federal              | —         | 1967              |
| Brasília              | Palácio do Catetinho                           | Federal              | —         | 1957              |
| Brasília              | Placa oferecida a Rui Barbosa em Haia          | Federal              | —         | 1986              |

## Fonte
- IPHAN. Arquivo Noronha Santos